# Ponte do Rio Ave

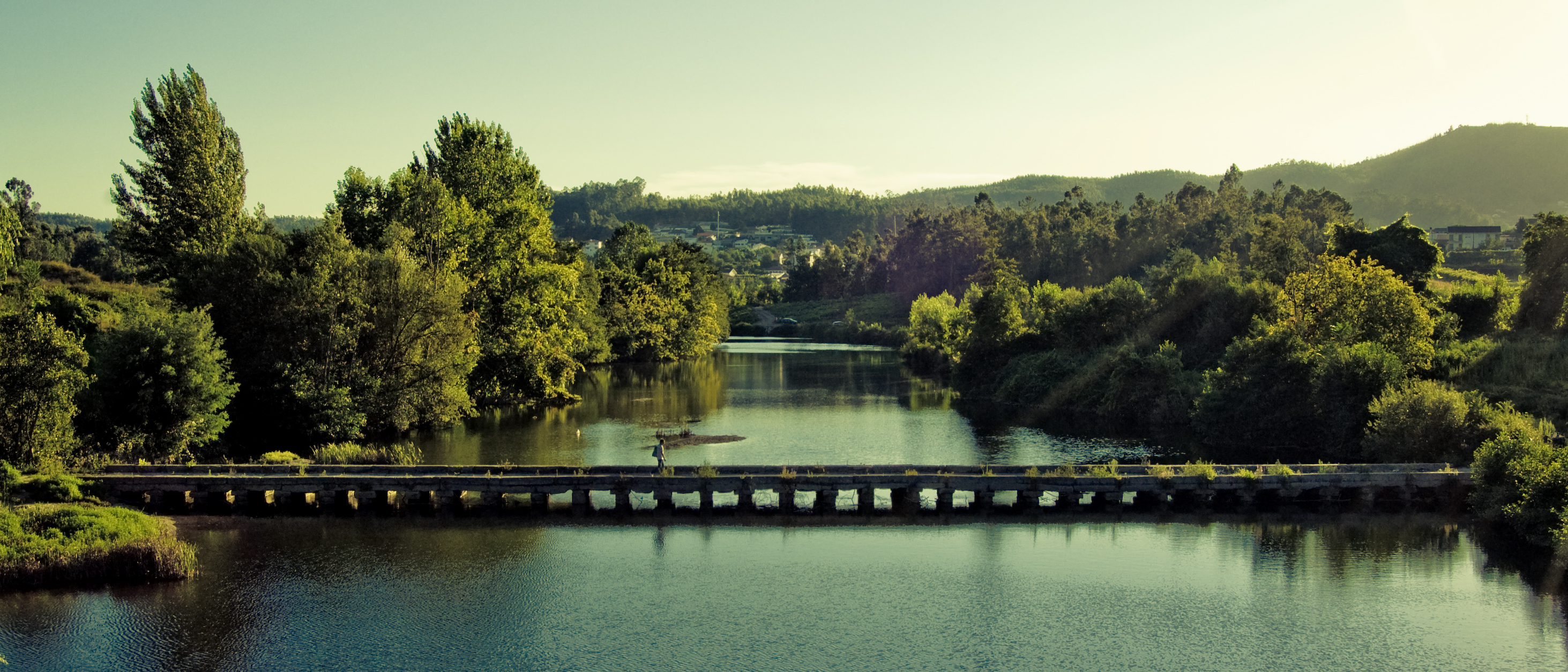
A Ponte do Rio Ave.

A Ponte do Rio Ave (também conhecida como Ponte das Taipas ou erroneamente como Ponte Romana das Taipas) é uma ponte pétrea construída sob o rio Ave que liga as freguesias de Caldelas e Ponte, a quem dá o nome. Foi classificada como Monumento Nacional pelo Decreto nº 11 454, Diário do Governo, I Série, n.º 35, de 19-02-1926.
É uma ponte comprida, construída em granito, com tabuleiro plano assente sobre 36 pilares e com guardas baixas e largas em cantaria de granito que permitem uma travessia pedonal em período de cheias. Do lado montante, a face dos pilares tem forma triangular. O pavimento é constituído por compridos silhares de granito, dispostos em paralelo, de pilar a pilar. As guardas mostram na face superior cavidades dispostas a intervalos regulares onde deveria encaixar um parapeito de ferro. Na entrada Norte existem, do lado esquerdo, restos de um cruzeiro.

## Preservação
- 1926 - trabalhos de reconstrução;
- 1961 / 1962 - restauro do pavimento e guardas;
- 1970 - obras de consolidação;
- 1970 / 1971 - obras de consolidação;
- 1975 - obras de consolidação;
- 1976 - consolidação de dois tramos de cantaria do lado S. do tabuleiro;
- 1979 - reparação de dois troços e reposição da guarda de cantaria;
- 1980 - consolidação de alvenarias dos pilares, reparação do pavimento e guardas;
- 1981 - conclusão dos trabalhos de consolidação; trabalhos de conservação.[1]

## Trivia
- É muitas vezes apelidada de "Ponte Romana" tanto por habitantes da zona como por turistas[3], mas esta informação não foi ainda confirmada, não havendo registos de quando a ponte foi ereta.